# Sterling Hofrichter
Sterling Hofrichter (Jacksonville, 5 dicembre 1996) è un giocatore di football americano statunitense che milita nel ruolo di punter per i St. Louis Battlehawks della X Football League (XFL).

## Carriera

### Atlanta Falcons
Hofrichter al college giocò a football alla Syracuse University dal 2015 al 2019. Fu scelto nel corso del settimo giro (228º assoluto) del Draft NFL 2020 dagli Atlanta Falcons. Nella sua stagione da rookie calciò 56 punt a una media di 42,5 yard l'uno.